# Amontada
Amontada là một đô thị thuộc bang Ceará, Brasil. Đô thị này có diện tích 1179,59 km², dân số năm 2007 là 35361 người, mật độ 29,98 người/km².